# Рачков, Иван Семёнович
Это статья про волжского капитана, погибшего во время Сталинградской битвы. О Герое Советского Союза Иване Ильиче Рачкове см. соответствующую статью.
Ива́н Семёнович Рачко́в (род. 14 октября 1899, Кстово — ум. 26 августа 1942, Сталинград) — потомственный речник, участник Сталинградской битвы — капитан парохода «Иосиф Сталин». Член ВКП(б). Пароход «Иосиф Сталин» был обстрелян с правого берега Волги немецкой артиллерией и затонул 26 августа 1942 года во время эвакуации мирного населения из Сталинграда в Куйбышев. Погибло несколько сотен человек. Капитан И. С. Рачков погиб при исполнении своего долга во время спасения пассажиров с тонущего горящего судна. За свой подвиг был посмертно награждён орденом Ленина и похоронен на площади Павших Борцов в Волгограде.

## Биография
Иван Семёнович родился в городе Кстово Нижегородской губернии (сейчас Нижегородская область) в семье лоцмана. В 1912 году он начал работать матросом на пароходе «Лилия». В 1916 году Иван Семёнович работал на пароходе «Чайковский», а весной 1918 года стал штурвальным.
В 1935 году Иван Семёнович закончил Горьковский речной техникум и был назначен первым штурманом, а затем капитаном судна «Гончаров». В 1938 году был переведён на почтовый пароход «Иосиф Сталин» Волжского грузопассажирского речного пароходства.

## Участие в Сталинградской битве
В 1942 году во время Сталинградской битвы пароход под управлением Ивана Семёновича совершал рейсы, вывозя из Сталинграда мирных жителей и раненых бойцов. Обратными рейсами доставлял продовольствие, боеприпасы и пополнение защитникам Сталинграда.
В ночь с 26 на 27 августа 1942 года судно с эвакуируемыми жителями было обстреляно с оккупированного берега и затонуло. Иван Семёнович, спасая пассажиров, погиб на боевом посту.

### Обстоятельства гибели
Днём 24 августа в районе посёлка Рыно́к артиллерийским огнём с берега и бомбардировкой с воздуха было потоплено пассажирское судно «Композитор Бородин», на котором находилось 700 человек. Погибло около 400 человек. Следующая попытка эвакуации вверх по течению проводилась ночью.
Погрузка мирного населения на борт «Иосифа Сталина» проходила на пристани у завода «Красный Октябрь» с утра 26 августа. В ночь на 27 августа пароход направился в Куйбышев совместно с пароходом «Михаил Калинин» и теплоходом «Парижская Коммуна». «Иосиф Сталин» шёл замыкающим в колонне, когда в районе Акатовка — Рыно́к караван подвергся обстрелу с оккупированного (западного) берега Волги. При появлении судов противник запустил осветительную ракету и с помощью громкоговорителей на русском языке приказал стать на якорь
: «Русский пароходы, сдавайсь. Не будешь — будем стрелять пушка».
Суда сбросили ход и начали маневрирование. «Парижская коммуна», имитируя выполнение приказа, приблизилась вплотную к правому берегу, который заканчивался высоким обрывом, и, дав полный ход, попыталась проскочить опасный участок. Под обрывом образовалась мёртвая зона, по которой прошла «Парижская Коммуна», а за ней «Михаил Калинин». В это время немцы стали выдвигать к обрыву орудия. Несмотря на манёвр, пароходы не смогли выйти из-под обстрела, и на обоих судах были попадания, вызвавшие пожары, которые были потушены силами команд. К моменту прохождения участка «Иосифом Сталиным» орудия были выдвинуты максимально вперёд и мёртвой зоны уже не было. Капитан Иван Семёнович Рачков принял решение не приближаться к берегу, а полным ходом проскочить зону поражения. Траектория судна проходила в 200 метрах от орудий, и противник без проблем расстреливал корабль. На пароходе вспыхнул пожар, усугублённый большим количеством деревянных надстроек. Один из снарядов попал в машинное отделение и вывел из строя пожарное оборудование. Пароход потерял ход и стал дрейфовать вниз по течению. Многие пассажиры и члены команды погибли во время пожара и от артиллерийского обстрела. Оставшиеся в живых стали бросаться за борт. Капитан Рачков управлял судном и руководил спасательными работами, находясь в рулевой рубке. Он решил посадить пароход на песчаный осерёдок, чтобы пассажиры и команда могли спастись на отмели. Один из снарядов попал в рубку, и Иван Семёнович был смертельно ранен. Штурман довёл судно до осерёдка, что дало возможность спастись части людей. Судно затонуло на малой глубине, и над поверхностью Волги осталась мачта с красным флагом. Во время спасательной операции с борта «Иосифа Сталина» удалось спасти 50 человек, большинство из которых имели ранения и ожоги. Капитан Иван Семёнович Рачков оставался на своём посту и руководил спасением судна, пассажиров и перевозимых грузов до самой смерти. Члены экипажа привязали тело капитана Рачкова к дивану-скамейке и спустили в воду. Позже тело было подобрано на переправе.

## Награды
- орден Ленина (6 сентября 1943 года, посмертно)[10]
- орден Знак Почёта [2]

## Память
Иван Семёнович Рачков похоронен в Волгограде в братской могиле на площади Павших борцов.
Именем капитана Ивана Семёновича Рачкова названы:
- улицы:

в Волгограде с 25 августа 1954 года есть улица им. Капитана Рачкова.
в Кстове с 1985 года проспект Капитана Рачкова. На доме № 11 установлена аннотированная доска с названием проспекта. На светло-сером мраморе написано: «Проспект капитана Рачкова. Назван именем нашего земляка капитана парохода „Иосиф Сталин“ Рачкова Ивана Семеновича, погибшего на боевом посту на р. Волге под Сталинградом 27 августа 1942 года при эвакуации раненых и мирного населения. Посмертно награждён орденом Ленина.»;
- библиотека:

В Кстове 24 ноября 2000 года в старой части Кстова на здании библиотеки была установлена мемориальная доска, а самой библиотеке было присвоено И. С. Рачкова. На мемориальной доске написано: «Библиотека имени капитана Рачкова Ивана Семеновича, героически погибшего 27.08.1942 года на р. Волге под Сталинградом.»;
- речные суда: одно из судов Волжского речного пароходства с 1966 по 2004 год носило имя «Капитан Рачков»[16].

Ивану Семёновичу была посвящена народная песня «Капитан Рачков».